# Det ljuva lättsinnet
Det ljuva lättsinnet (originaltitel: Boccaccio '70) är en italiensk episodfilm från 1962 i regi av Mario Monicelli, Federico Fellini, Luchino Visconti och Vittorio De Sica, efter en idé av Cesare Zavattini. Filmen består av fyra episoder:
- "Renzo e Luciana" (regi: Mario Monicelli) med Marisa Solinas och Germano Gilioli.
- "Le tentazioni del dottor Antonio" (regi: Federico Fellini) med Peppino De Filippo och Anita Ekberg.
- "Il lavoro" (regi: Luchino Visconti) med Romy Schneider och Tomas Milian.
- "La riffa" (regi: Vittorio De Sica) med Sophia Loren.